# Championnats d'Asie d'escrime 2010
Navigation
Édition précédente Édition suivante
Les 14es championnats d'Asie d'escrime se déroulent à Séoul en Corée du Sud du 8 au 13 juillet 2010.
La Chine et la Corée du Sud gagnent six médailles d'or, seul le compte des médailles d'argent permet au pays hôte de remporter le classement de la compétition.

## Médaillés
| Épreuves                               | Or                                                                           | Argent                                                                 | Bronze |
| -------------------------------------- | ---------------------------------------------------------------------------- | ---------------------------------------------------------------------- | --- |
| Épée                                   |                                                                              |                                                                        | |
| Hommes individuel résultats détaillés  | Kim Seung-gu                                                                 | Shogo Nishida                                                          | Kim Sang-min Park Kyoung-doo |
| Hommes par équipes résultats détaillés | Corée du Sud- Jung Seung-hwa - Kim Sang-min - Kim Seung-gu - Park Kyoung-doo | Chine- Dong Chao - Li Guojie - Wang Feng - Yin Lianchi                 | Hong Kong- Lau Kam Tan - Leung Ka Ming - Tsui Yiu Chung - Wu Siu Cheung Kazakhstan- Elmir Alimzhanov - Aleksandr Aksenov - Dmitriy Gryaznov - Sergey Shabalin         |
| Femmes individuel résultats détaillés  | Jung Hyo-jung                                                                | Luo Xiaojuan                                                           | Yin Mingfang Oh Yun-hee |
| Femmes par équipes résultats détaillés | Chine- Luo Xiaojuan - Sun Yujie - Xu Anqi - Yin Mingfang                     | Corée du Sud- Jung Hyo-jung - Oh Yun-hee - Park Se-ra - Shin A-lam     | Hong Kong- Bjork Cheng - Cheung Sik Lui - Sabrina Lui - Yeung Chui Ling Taipei chinois- Chang Chia-ling - Chen Yin-hua - Cheng Ya-wen - Hsu Jo-ting                   |
| Fleuret                                |                                                                              |                                                                        | |
| Hommes individuel résultats détaillés  | Huang Liangcai                                                               | Lei Sheng                                                              | Ryo Miyake Zhu Jun |
| Hommes par équipes résultats détaillés | Chine- Huang Liangcai - Lei Sheng - Zhang Liangliang - Zhu Jun               | Japon- Suguru Awaji - Kenta Chida - Ryo Miyake - Yūki Ōta              | Corée du Sud- Choi Byung-chul - Ha Tae-gyu - Kwon Young-ho - Park Hee-kyung Hong Kong- Cheung Siu Lun - Chu Wing Hong - Lau Kwok Kin - Kevin Ngan                     |
| Femmes individuel résultats détaillés  | Nam Hyun-hee                                                                 | Jeon Hee-sook                                                          | Kanae Ikehata Oh Ha-na |
| Femmes par équipes résultats détaillés | Corée du Sud- Jeon Hee-sook - Lim Seung-min - Nam Hyun-hee - Oh Ha-na        | Japon- Kyomi Hirata - Kanae Ikehata - Shiho Nishioka - Chie Yoshizawa  | Chine- Chen Jinyan - Dai Huili - Le Huilin - Shi Yun Singapour- Ruth Ng - Tay Yu Ling - Wang Wenying - Cheryl Wong                                                    |
| Sabre                                  |                                                                              |                                                                        | |
| Hommes individuel résultats détaillés  | Gu Bon-gil                                                                   | Oh Eun-seok                                                            | Jiang Kelu Wang Jingzhi |
| Hommes par équipes résultats détaillés | Chine- He Wei - Jiang Kelu - Wang Jingzhi - Zhong Man                        | Corée du Sud- Gu Bon-gil - Kim Jung-hwan - Oh Eun-seok - Won Woo-young | Iran- Mojtaba Abedini - Parviz Darvishi - Amin Ghorbani - Hamid Reza Taherkhani Japon- Satoshi Ogawa - Shun Tanaka - Kenta Tokunan - Koji Yamamoto                    |
| Femmes individuel résultats détaillés  | Tan Xue                                                                      | Zhu Min                                                                | Kim Keum-hwa Mo Hyo-jung |
| Femmes par équipes résultats détaillés | Chine- Bao Yingying - Ni Hong - Tan Xue - Zhu Min                            | Corée du Sud- Kim Hye-lim - Kim Keum-hwa - Lee Ra-jin - Mo Hyo-jung    | Hong Kong- Au Sin Ying - Au Yeung Wai Sum - Fong Yi Tak - Lam Hin Wai Kazakhstan- Aliya Bekturganova - Anastassiya Gimatdinova - Tamara Pochekutova - Yuliya Zhivitsa |

## Tableau des médailles
| Rang  | Nation         | Or | Argent | Bronze | Total |
| ----- | -------------- | -- | ------ | ------ | ----- |
| 1     | Corée du Sud   | 6  | 5      | 7      | 18    |
| 2     | Chine          | 6  | 4      | 5      | 15    |
| 3     | Japon          | 0  | 3      | 3      | 6     |
| 4     | Hong Kong      | 0  | 0      | 4      | 4     |
| 5     | Kazakhstan     | 0  | 0      | 2      | 2     |
| 6     | Iran           | 0  | 0      | 1      | 1     |
| 6     | Singapour      | 0  | 0      | 1      | 1     |
| 6     | Taipei chinois | 0  | 0      | 1      | 1     |
| Total | Total          | 12 | 12     | 24     | 48    |